# La rivolta dei barbari
La rivolta dei barbari è un film del 1964 diretto da Guido Malatesta.

## Trama
Nel 300 d.C., sotto l'imperatore Diocleziano, il console romano Dario viene inviato, sotto altre vesti, a Treviri, provincia germanica ai confini dell'impero, per scoprire dove vadano a finire le monete d'oro destinate alle paghe dei soldati. Segnando con una tacca le monete, il console scopre ben presto che il ladro è il governatore corrotto e lo inchioda alle sue responsabilità. Consegnato il disonesto alle autorità romane, viene nominato governatore al suo posto.